# مجمع أم قصر السكني
مجمع أم قصر السكني منطقة سكنية في مقاطعة الهدّامة في ناحية أم قصر في جنوب قضاء الزبير في جنوب محافظة البصرة جنوب العراق، مساحته 330 ألف متر مربع، فيه 220 وحدة سكنية، بدأ بناؤه في 1 حزيران سنة 2011، واكتمل في كانون الأول سنة 2015، وقيل اكتمل سنة 2020، وتكفّل الصندوق الكويتي للتنمية، بالإنفاق على مشروع بناء المجمع وإدارة بنائه حتى اكتماله وتسليمه جاهزاً للحكومة العراقية، بموجب مذكرة تفاهم وقعها وزير الخارجية العراقي السيد هوشيار زيباري ونظيره الكويتي الشيخ صباح خالد الحمد الصباح في 28 أيار سنة 2013، واعتمد مجلس الأمن نسخةً من المذكرة في 1 آب سنة 2013، وذُكرَ أن الوثيقة هدفت إلى “تعزيز العلاقات التاريخية الوثيقة” بين البلدين، واستلزم الاتفاقُ بأن تخصص دولة الكويت 80 مليون دولار لتمويل مشروع بناء مجمع سكني بدلاً من المنازل الموجودة في منطقة أم قصر الحدودية في البصرة بقرب الخط الحدودي بين البلدين بهدف تسهيل صيانة العلامات الحدودية. وفي 2 آب سنة 2023 ذكرَ محافظُ البصرة أن رئيس الوزراء العراقي، قد كلّفَهُ بمهمة تسليم مساكن مجمع أم قصر إلى العوائل العراقية الساكنة في دُور البخرية المتاخمة للحدود.

## مشتملات مجمع أم قصر السكني
- 220 وحدة سكنية
- مركز صحي (مستوصف)
- مسجد
- صالة متعددة الأغراض
- حدائق
- ملاعب
- سوق تجاري
- مدرسة إعدادية
- مدرسة ثانوية
- مبنى خدمات إدارية
- مركز شرطة
- محطة معالجة مياه
- تخطيط الطرق
- الشبكة الكهربائية
- شبكة الهاتف
- نظام الإمداد بالمياه
- شبكة الصرف الصحي
- خطوط صرف الأمطار
- شبكة مقاومة الحريق
- زراعة تجميلية وسياج خارجي
- علامات إرشادية